# Isabella Scherer
Isabella Medeiros Scherer (Florianópolis, Brazil, 17. veljače 1996.) brazilska je glumica. 

## Filmografija
- Família Imperial (2012. – 2013.)
- Experimentos Extraordinários (2014.)
- Califórnia (2015.)
- Que Talento! (2016.)
- Malhação: Viva a Diferença (2017. – 2018.)
- Psi (2019.)
- Bom Sucesso (2019.)
- MasterChef Brasil (2021.)[2]

## Vanjske poveznice
- Isabella Scherer - IMDb